# Denis Istomin
Denis Olegovitsj Istomin (Russisch: Денис Олегович Истомин) (Orenburg, 7 september 1986) is een Oezbeeks tennisser. Hij is prof sinds 2001 en haalde in 2009 voor het eerst de top 100. Zijn hoogste plaats op de ATP-ranglijst is de 33e, die hij behaalde op 13 augustus 2012.
Istomin haalde vijf keer de finale van een ATP-toernooi, waarvan hij er twee kon winnen. Hij heeft in het enkelspel wel twaalf challengers op zijn naam staan. Zijn beste resultaat in het enkelspel op een grandslamtoernooi is de vierde ronde. In augustus 2018 won Istomin het tennistoernooi van de Aziatische Spelen 2018.

## Carrière

### Jaarverslagen

#### 2001 - 2003
Istomin startte met het spelen van futures- en challengertoernooien in 2001. In april van dat jaar raakte hij op weg naar een futurestoernooi in Tasjkent betrokken bij een auto-ongeluk, waarbij hij een blessure aan het been opliep. Hij moest geopereerd worden en lag drie maanden in het ziekenhuis. Hij speelde de twee daaropvolgende jaren niet meer en begon pas opnieuw met trainen in april 2003.

#### 2004 - 2005
Vanaf 2004 nam Istomin opnieuw deel aan toernooien. In april 2005 won hij zijn eerste futurestoernooi, in mei zijn eerste challenger in het dubbelspel en in augustus zijn eerste challenger (Buchara) in het enkelspel, in zijn thuisland.

#### 2006 - 2009
In 2006 kreeg hij een wildcard voor de Australian Open, zijn eerste toernooi op het ATP-circuit en zijn grandslamdebuut. Hij verloor in de openingsronde van de uiteindelijke winnaar Roger Federer. In de zomer van dat jaar veroverde hij twee dubbelspeltitels op de challengers van Penza en Sint-Petersburg. In augustus 2007 won hij na elkaar de challengers van Buchara en Qarshi (beide in Oezbekistan).
In 2008 kreeg Istomin opnieuw een wildcard voor de Australian Open. Hij won er zijn eersterondepartij tegen de Slowaak Lukáš Lacko en boekte zo ook meteen zijn eerste overwinning op het ATP-circuit. In de tweede ronde werd hij uitgeschakeld door Lleyton Hewitt. In augustus verdedigde hij zijn titels op de challengers van Buchara en Qarshi. Het was voor de derde maal in vier jaar dat hij de challenger van Buchara won. In het najaar kwalificeerde hij zich voor de hoofdtabel van het ATP-toernooi van Moskou, waar hij, na winst tegen Michaël Llodra, in de tweede ronde strandde tegen Fabrice Santoro.
In 2009 haalde Istomin opnieuw de tweede ronde op de Australian Open en ook op Roland Garros, waar hij voor het eerst deelnam. Hij verloor in de tweede ronde van de latere verliezende finalist Robin Söderling. Istomin haalde de kwartfinale op het ATP-toernooi van Eastbourne en werd in de eerste ronde van Wimbledon uitgeschakeld. Op de US Open haalde hij de derde ronde, zijn beste resultaat op een grandslamtoernooi tot dan toe. Zijn beste resultaten in het najaar waren de finale op de challenger van Tasjkent en de kwartfinale op het ATP-toernooi van Sint-Petersburg. Hij eindigde het jaar net buiten de top 100, op plaats 102.

#### 2010-2011
Begin januari haalde Istomin de derde ronde op de Australian Open. In februari haalde hij de halve finale van het ATP-toernooi van San José. Op Roland Garros werd hij uitgeschakeld in de tweede ronde. De voorbereiding op Wimbledon was vrij goed met een derde ronde op het ATP-toernooi van Londen en een halve finale op het ATP-toernooi van Eastbourne. Op Wimbledon haalde hij de derde ronde. Tijdens de zomer haalde hij de kwartfinale in Hamburg en de finale van het ATP-toernooi van New Haven, die hij verloor van Serhij Stachovsky. Eind augustus haalde hij met de 39e plaats zijn beste ranking tot dan toe. Op de US Open verloor hij in de tweede ronde van de uiteindelijke winnaar Rafael Nadal. Zijn beste resultaat van het najaar was de halve finale in Moskou. Istomin eindigde het jaar voor het eerst binnen de top 100 en de top 50, op plaats 40.
Istomin kon op de Australian Open van 2011 zijn goede prestatie van het vorige jaar niet herhalen. Hij verloor meteen in de openingsronde. Ook op Roland Garros en Wimbledon verloor hij vroeg (eerste en tweede ronde respectievelijk). Zijn beste resultaat van het voorjaar was de kwartfinale op het ATP-toernooi van San José in februari. Tijdens de zomer haalde hij goede resultaten op het challengercircuit, met overwinningen op de challengers van Samarkand en Qarshi. Op de US Open verloor het net zoals in 2010 in de tweede ronde. Net zoals in de zomer won Istomin in september nog twee challengers: Istanboel en Tasjkent. Hij sloot het jaar voor de tweede maal op rij af binnen de top 100, op plaats 73.

#### 2012
In 2012 lukte het Istomin nog twee keer om een finale te bereiken van een ATP-toernooi, eenmaal in het enkelspel en eenmaal in het dubbelspel. In San José verloor hij de enkelfinale van Milos Raonic in twee sets. Ook in de dubbelspelfinale op het toernooi van Peking haalde hij het niet met zijn partner Carlos Berlocq. Hij haalde voor de eerste keer de vierde ronde van een grandslamtoernooi, namelijk op de Wimbledon. Ook in het dubbelspel speelde hij zijn beste grandslam op Roland Garros en Wimbledon. Het jaar sloot af als 43ste in het enkelspel en 61ste in het dubbelspel, zijn hoogste eindejaarsnotering tot dan toe.

#### 2013
In 2013 volgde er een eerste toernooiwinst voor Istomin. Hij haalde het in de dubbelspelfinale op het toernooi van Moskou samen met zijn Russische partner Michail Jelgin van het Britse duo Ken en Neal Skupski na een spannende supertiebreak 14-12. Hij haalde ook eenmaal de finale van het dubbelspel op het toernooi van Nottingham. Op de grandslamtoernooien ging het iets minder. In het enkelspel kon hij wel nog zijn beste prestatie evenaren op het US Open met een vierde ronde. In het dubbelspel ging men er drie keer uit in de eerste ronde, enkel op Wimbledon kon men een wedstrijd winnen.
Hij sloot het jaar af als 45ste bij het enkelspel en 94ste bij het dubbelspel.

#### 2014
Ook in 2014 wist Istomin een toernooizege aan zijn palmares toe te voegen. Hij won samen met de Rus Nikolaj Davydenko het toernooi van Montpellier. In de finale versloegen ze het Franse duo Marc Gicquel en Nicolas Mahut na drie sets.
Bij de grandslamtoernooien in het enkelspel kon hij nog goed zijn mannetje staan, met een evenaring van zijn beste resultaat op het Australian Open. Echter in het dubbelspel ging hij er telkens in de eerste ronde uit.
Dit resulteerde in een serieuze daling op de wereldranglijst op het einde van het jaar buiten de top 100, plaats 178. In het enkelspel bleef hij schommelen rond de 50e plek.

#### 2015
In 2015 wist Istomin ook voor de eerste keer een toernooi in het enkelspel op zijn naam te schrijven. Hij won het toernooi in ATP Nottingham op gras door in de finale de Amerikaan Sam Querrey te kloppen. Dit gebeurde in twee sets telkens na een tiebreak.
Ook in het dubbelspel wist hij nog het toernooi van ATP-toernooi van Gstaad te winnen.
Dit jaar ging het minder op de grandslamtoernooien, hij haalde maar 1 keer de ronde in het enkelspel.
Het jaar sloot hij af als 61ste in het enkelspel en 89ste in het dubbelspel.

### Davis Cup
Istomin speelde van 2005 tot en met 2011 elk jaar voor het Davis Cupteam van Oezbekistan. In totaal speelde hij 23 enkel- en 15 dubbelmatchen, waarvan hij er respectievelijk 18 en 6 won.

### 2017
Istomin kreeg een Wildcard voor de Australian Open, in de eerste ronde won hij van Ivan Dodig, die zich via kwalificatierondes in het toernooi van de Australian Open had gewerkt, hij won in 4 sets, 6-1 6-4 3-6 7-5. In de tweede ronde leek het al gedaan voor Istomin, hij trof de nummer 2 van de wereld, Novak Đoković die 115 plaatsen hoger stond op de wereldranglijst en van wie Istomin in 5 pogingen nog niet had gewonnen. Het liep echter heel anders. Istomin won met 7-6(8) 5-7 2-6 7-6(5) 6-4. Ook in de derde ronde speelde hij een vijfsetter. Hierin versloeg hij de Spanjaard Pablo Carreno Busta met 6-4 4-6 6-4 4-6 6-2.

## Palmares
| Legenda                       | Legenda               |
| ----------------------------- | --------------------- |
| Grand Slam                    |                       |
| Olympische Spelen             |                       |
| tot 2009                      | vanaf 2009            |
| Tennis Masters Cup            | ATP Finals            |
| ATP Masters Series            | ATP Tour Masters 1000 |
| ATP International Series Gold | ATP Tour 500          |
| ATP International Series      | ATP Tour 250          |

### Enkelspel
| Nr.                  | Datum             | Toernooi       | Ondergrond    | Tegenstander in finale | Score                 |         |
| -------------------- | ----------------- | -------------- | ------------- | ---------------------- | --------------------- | ------- |
| gewonnen finales     |                   |                |               |                        |                       |         |
| 1.                   | 28 juni 2015      | ATP Nottingham | Gras          | Sam Querrey            | 7-6(1), 7-6(6)        | details |
| 2.                   | 1 oktober 2017    | ATP Chengdu    | Hardcourt     | Marcos Baghdatis       | 3-2 opgave            | details |
| verloren finales     |                   |                |               |                        |                       |         |
| 1.                   | 22 augustus 2010  | ATP New Haven  | Hardcourt     | Serhij Stachovsky      | 6-3, 3-6, 4-6         | details |
| 2.                   | 19 februari 2012  | ATP San José   | Hardcourt (i) | Milos Raonic           | 6–7(3), 2-6           | details |
| 3.                   | 4 augustus 2018   | ATP Kitzbühel  | Gravel        | Martin Kližan          | 2-6, 2-6              | details |
| Gewonnen challengers |                   |                |               |                        |                       |         |
| 1.                   | 22 augustus 2005  | Buchara        | Hardcourt     | Ilia Bozoljac          | 6-4, 6-7(2), 6-5 opg. |         |
| 2.                   | 13 augustus 2007  | Buchara        | Hardcourt     | Amir Weintraub         | 3-6, 6-1, 6-4         |         |
| 3.                   | 20 augustus 2007  | Qarshi         | Hardcourt     | Marsel İlhan           | 6-1, 6-4              |         |
| 4.                   | 11 augustus 2008  | Buchara        | Hardcourt     | Illja Martsjenko       | 4-6, 6-2, 6-4         |         |
| 5.                   | 18 augustus 2008  | Qarshi         | Hardcourt     | Michail Jelgin         | 6-3, 7-6(4)           |         |
| 6.                   | 8 augustus 2011   | Samarkand      | Gravel        | Malek Jaziri           | 7-6(2), opg.          |         |
| 7.                   | 15 augustus 2011  | Qarshi         | Hardcourt     | Blaž Kavčič            | 6-3, 1-6, 6-1         |         |
| 8.                   | 12 september 2011 | Istanboel      | Hardcourt     | Philipp Kohlschreiber  | 7-6(6), 6-4           |         |
| 9.                   | 19 september 2011 | Tasjkent       | Hardcourt     | Jürgen Zopp            | 6-4, 6-3              |         |
| 10.                  | 17 oktober 2015   | Tasjkent       | Hardcourt     | Lukáš Lacko            | 6-3, 6-4              |         |
| 11.                  | 9 september 2018  | Chicago        | Hardcourt     | Reilly Opelka          | 6-4, 6-2              |         |
| 12.                  | 7 oktober 2018    | Almaty         | Hardcourt     | Nikola Milojevic       | 6-7, 7-6, 6-2         |         |

### Dubbelspel
| Nr.                              | Datum             | Toernooi            | Ondergrond    | Partner           | Tegenstanders in finale                   | Score                  |         |
| -------------------------------- | ----------------- | ------------------- | ------------- | ----------------- | ----------------------------------------- | ---------------------- | ------- |
| gewonnen finales herendubbel     |                   |                     |               |                   |                                           |                        |         |
| 1.                               | 30 oktober 2013   | ATP Moskou          | Hardcourt (i) | Michail Jelgin    | Ken Skupski Neal Skupski                  | 6-2, 1-6, [14-12]      | details |
| 2.                               | 9 februari 2014   | ATP Montpellier     | Hardcourt (i) | Nikolaj Davydenko | Marc Giquel Nicolas Mahut                 | 6-4, 1-6, [10-7]       | details |
| 3.                               | 2 augustus 2015   | ATP Gstaad          | Gravel        | Aliaksandr Bury   | Oliver Marach Aisam-ul-Haq Qureshi        | 3-6, 6-2, [10-5]       | details |
| verloren finales herendubbel     |                   |                     |               |                   |                                           |                        |         |
| 1.                               | 7 oktober 2012    | ATP Peking          | Hardcourt     | Carlos Berlocq    | Mike Bryan Bob Bryan                      | 3-6, 2-6               | details |
| 2.                               | 22 september 2013 | ATP Sint-Petersburg | Hardcourt (i) | Dominic Inglot    | David Marrero Fernando Verdasco           | 6-7(6), 3-6            | details |
| Gewonnen challengers herendubbel |                   |                     |               |                   |                                           |                        |         |
| 1.                               | 16 mei 2005       | Fargʻona            | Hardcourt     | Murad Inoyatov    | Yen-Hsun Lu Danai Udumchoke               | 6-1, 6-3               |         |
| 2.                               | 17 juli 2006      | Penza               | Hardcourt     | Murad Inoyatov    | Denis Matsukevich Artem Sitak             | 6-1, 6-3               |         |
| 3.                               | 7 augustus 2006   | Sint-Petersburg     | Hardcourt     | Murad Inoyatov    | David Guez Édouard Roger-Vasselin         | 4-6, 6-4, [10-5]       |         |
| 4.                               | 21 juli 2008      | Penza               | Hardcourt     | Jevgeni Kirillov  | Andre Ghem Boy Westerhof                  | 6-2, 3-6, [10-6]       |         |
| 5.                               | 28 juli 2008      | Saransk             | Hardcourt     | Jevgeni Kirillov  | Alexandre Krasnoroutsky Denis Matsukevich | 6-2, 7-6(9)            |         |
| 6.                               | 5 oktober 2009    | Bergen              | Hardcourt     | Jevgeni Korolev   | Alejandro Falla Tejmoeraz Gabasjvili      | 6-7(4), 7-6(4), [11-9] |         |
| 7.                               | 12 oktober 2009   | Tasjkent            | Hardcourt     | Murad Inoyatov    | Jiri Krkoska Lukáš Lacko                  | 7-6(4), 6-4            |         |
| 8.                               | 15 oktober 2016   | Tasjkent            | Hardcourt     | Michail Jelgin    | Andre Begemann Leander Paes               | 6-4, 6-2               |         |
| 9.                               | 27 oktober 2019   | Liuzhou             | Hardcourt     | Michail Jelgin    | Nam Ji-sung Song Min-kyu                  | 3-6, 6-4, [10-6]       |         |

## Resultaten grote toernooien
| Legenda | Legenda                          |
| ------- | -------------------------------- |
| g.t.    | geen toernooi gehouden           |
| l.c.    | lagere categorie                 |
| –       | niet deelgenomen                 |
| G       | uitgeschakeld in de groepsfase   |
| 1R      | uitgeschakeld in de eerste ronde |
| 2R      | uitgeschakeld in de tweede ronde |
| 3R      | uitgeschakeld in de derde ronde  |
| 4R      | uitgeschakeld in de vierde ronde |
| KF      | uitgeschakeld in de kwartfinale  |
| HF      | uitgeschakeld in de halve finale |
| F       | de finale verloren               |
| W       | het toernooi gewonnen            |
| w-v     | winst/verlies-balans             |

### Enkelspel
| grandslamtoernooien  |      |      |      |      |      |      |    |      |      |      |     |      |      |      |      |      |
| Australian Open      | 1R   | –    | 2R   | 2R   | 3R   | 1R   | 1R | 2R   | 3R   | 1R   | 1R  | 4R   | 2R   | 1R   | –    | –    |
| Roland Garros        | –    | –    | –    | 2R   | 2R   | 1R   | 2R | 2R   | 2R   | 1R   | 1R  | 2R   | 1R   | –    | –    | 1R   |
| Wimbledon            | –    | –    | –    | 1R   | 3R   | 2R   | 4R | 1R   | 3R   | 1R   | 3R  | 1R   | 1R   | 1R   | g.t. | –    |
| US Open              | –    | –    | –    | 3R   | 2R   | 2R   | 1R | 4R   | 1R   | 2R   | 1R  | 1R   | 1R   | –    | –    | –    |
| ATP Masters 1000     |      |      |      |      |      |      |    |      |      |      |     |      |      |      |      |      |
| Indian Wells         | –    | –    | –    | –    | –    | 1R   | 4R | 2R   | 1R   | 2R   | 1R  | –    | –    | 1R   | g.t. | –    |
| Miami                | –    | –    | –    | –    | 1R   | 2R   | 1R | 1R   | 3R   | 1R   | 2R  | 1R   | 2R   | –    | g.t. | –    |
| Monte Carlo          | –    | –    | –    | –    | –    | 1R   | 1R | 1R   | –    | –    | –   | –    | –    | –    | g.t. | –    |
| Madrid               | l.c. | l.c. | l.c. | –    | –    | –    | 1R | 2R   | –    | –    | 2R  | 1R   | –    | –    | g.t. | –    |
| Rome                 | –    | –    | –    | –    | –    | –    | 1R | 2R   | –    | –    | –   | –    | –    | –    | –    | –    |
| Montréal/Toronto     | –    | –    | –    | –    | 1R   | –    | –  | 3R   | 1R   | –    | –   | –    | –    | –    | g.t. | –    |
| Cincinnati           | –    | –    | –    | –    | 2R   | –    | 2R | 1R   | 1R   | –    | –   | –    | –    | –    | –    | –    |
| Shanghai             | l.c. | l.c. | l.c. | –    | 1R   | –    | 2R | –    | 1R   | –    | –   | –    | –    | –    | g.t. | g.t. |
| Parijs               | –    | –    | –    | –    | 1R   | –    | 1R | 1R   | 1R   | –    | –   | –    | –    | –    | –    | –    |
| olympisch            |      |      |      |      |      |      |    |      |      |      |     |      |      |      |      |      |
| Olympische Spelen    | g.t. | g.t. | –    | g.t. | g.t. | g.t. | 3R | g.t. | g.t. | g.t. | 1R  | g.t. | g.t. | g.t. | g.t. | 1R   |
| statistieken         |      |      |      |      |      |      |    |      |      |      |     |      |      |      |      |      |
| totaal aantal titels | 0    | 0    | 0    | 0    | 0    | 0    | 0  | 0    | 0    | 1    | 0   | 1    | 0    | 0    | 0    | 0    |
| eindejaarsranking    | 200  | 230  | 105  | 102  | 40   | 73   | 43 | 45   | 49   | 61   | 121 | 63   | 92   | 177  | 184  | 254  |

### Dubbelspel
| toernooi             | 2009 | 2010 | 2011 | 2012 | 2013 | 2014 | 2015 | 2016 | 2017 | 2018 | 2019 | 2020 | 2021 |
| -------------------- | ---- | ---- | ---- | ---- | ---- | ---- | ---- | ---- | ---- | ---- | ---- | ---- | ---- |
| grandslamtoernooien  |      |      |      |      |      |      |      |      |      |      |      |      |      |
| Australian Open      | –    | –    | 1R   | 2R   | 1R   | 1R   | 2R   | 1R   | –    | 1R   | –    | –    | –    |
| Roland Garros        | –    | 2R   | 3R   | 3R   | 2R   | 1R   | 2R   | 1R   | 2R   | –    | –    | –    | –    |
| Wimbledon            | –    | 1R   | 1R   | 3R   | 1R   | 1R   | –    | –    | –    | –    | –    | g.t. | –    |
| US Open              | 1R   | 1R   | 2R   | 1R   | 1R   | 1R   | 2R   | –    | –    | 1R   | –    | –    | –    |
| ATP Masters 1000     |      |      |      |      |      |      |      |      |      |      |      |      |      |
| Indian Wells         | –    | –    | –    | –    | –    | –    | –    | –    | –    | –    | –    | g.t. | –    |
| Miami                | –    | 1R   | 1R   | –    | –    | –    | –    | –    | –    | –    | –    | g.t. | –    |
| Monte Carlo          | –    | –    | –    | –    | –    | –    | –    | –    | –    | –    | –    | g.t. | –    |
| Madrid               | –    | –    | –    | –    | –    | –    | –    | –    | –    | –    | –    | g.t. | –    |
| Rome                 | –    | –    | –    | –    | –    | –    | –    | –    | –    | –    | –    | –    | –    |
| Montréal/Toronto     | –    | –    | –    | –    | –    | –    | –    | –    | –    | –    | –    | g.t. | –    |
| Cincinnati           | –    | –    | –    | –    | –    | –    | –    | –    | –    | –    | –    | –    | –    |
| Shanghai             | –    | –    | –    | –    | –    | –    | –    | –    | –    | –    | –    | g.t. | g.t. |
| Parijs               | –    | 1R   | –    | 1R   | –    | –    | –    | –    | –    | –    | –    | –    | –    |
| olympisch            |      |      |      |      |      |      |      |      |      |      |      |      |      |
| Olympische Spelen    | g.t. | g.t. | g.t. | –    | g.t. | g.t. | g.t. | –    | g.t. | g.t. | g.t. | g.t. | –    |
| statistieken         |      |      |      |      |      |      |      |      |      |      |      |      |      |
| totaal aantal titels | 0    | 0    | 0    | 0    | 1    | 1    | 1    | 0    | 0    | 0    | 0    | 0    | 0    |
| eindejaarsranking    | 116  | 137  | 174  | 61   | 94   | 178  | 89   | 138  | 402  | 295  | 357  | 354  | 436  |